# Anne-Katrine Dunker
Anne-Katrine Dunker, född Sundström 25 januari 1949 i Ås församling i Jämtlands län, är en svensk politiker (moderat). Hon var ordinarie riksdagsledamot 1998–2002, invald för Gävleborgs läns valkrets.
I riksdagen var hon suppleant i kulturutskottet, lagutskottet och miljö- och jordbruksutskottet. Hon var även suppleant i Riksbanksfullmäktige 2006–2010.